# Audi Hungaria
Audi Hungaria Zrt. ist ein Motorenwerk und Produktionsstandort der Audi AG in Győr, Ungarn.

## Geschichte
Das Unternehmen wurde 1993 als Audi Hungaria Motor Kft. gegründet. Das Motorenwerk wurde ein Jahr später eingeweiht.
Die Automobilproduktion begann 1998 mit der Montage des Audi TT Coupé. Hinzu kamen der TT Roadster (ab 1999), Audi A3 und S3 (2001–2003), Audi A3 Cabriolet (ab 2007) und Audi RS 3 Sportback (ab 2010). Die lackierten Karosserien zur Endmontage kamen dabei aus Ingolstadt.
Bis 2013 hatte Audi 5,7 Mrd. Euro in den Standort investiert. Damit war Audi bis dahin der größte ausländische Investor in Ungarn. Im Jahr 2013 wurde das neue Fahrzeugwerk in Győr eingeweiht. Seitdem werden hier Audi A3 Limousine und Cabriolet sowie seit 2014 Audi TT Coupé und Roadster komplett gefertigt.
Im Jahr 2015 wurden 2.022.520 Motoren und 160.206 Automobile bei Audi Hungaria Motor produziert. Damit wurden 2016 fast alle Motoren für Audi-Fahrzeuge in Győr hergestellt. Zudem hat Audi an der Széchenyi István University in Győr drei Lehrstühle eingerichtet.
Im Januar 2016 wurde bekannt, dass die neue Generation des Audi Q3 in Győr produziert wird.
Zum Jahresbeginn 2017 wurde Audi Motor Hungaria Kft. im Rahmen einer gesellschaftlichen Umstrukturierung mit seiner Muttergesellschaft (Audi Hungaria Services Zrt.) verschmolzen. Dabei wurde deren Name in Audi Hungaria Zrt. geändert. Im April 2017 gab Audi bekannt, den Q3 Sportback ab 2019 in Győr zu produzieren.
Die Produktion des Audi TT wurde im Juli 2023, mit dem TT FV ohne Nachfolger eingestellt. Im September 2024 startete die Produktion des Cupra Terramar.

## Aktuelle Modellübersicht

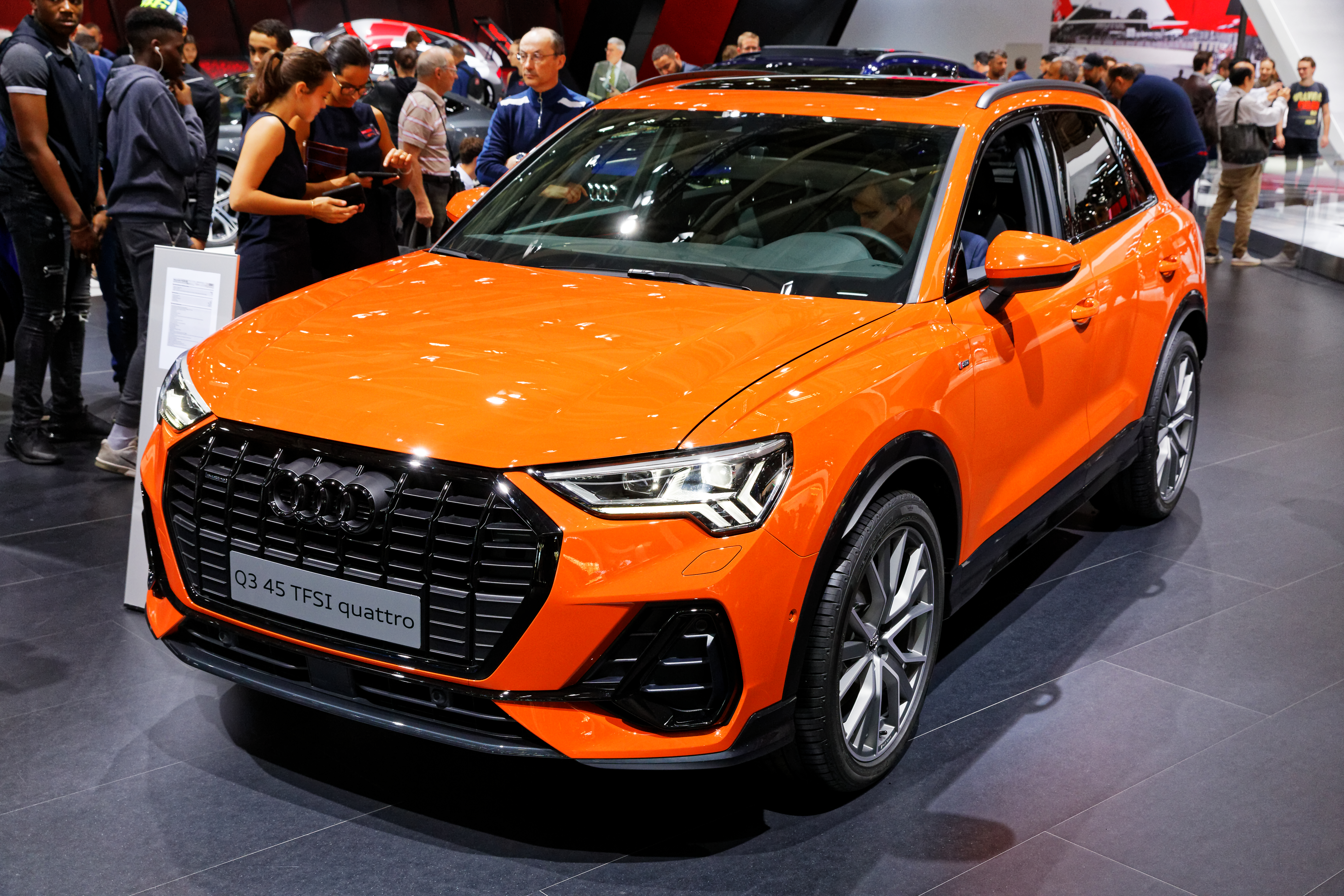
Audi Q3 F3
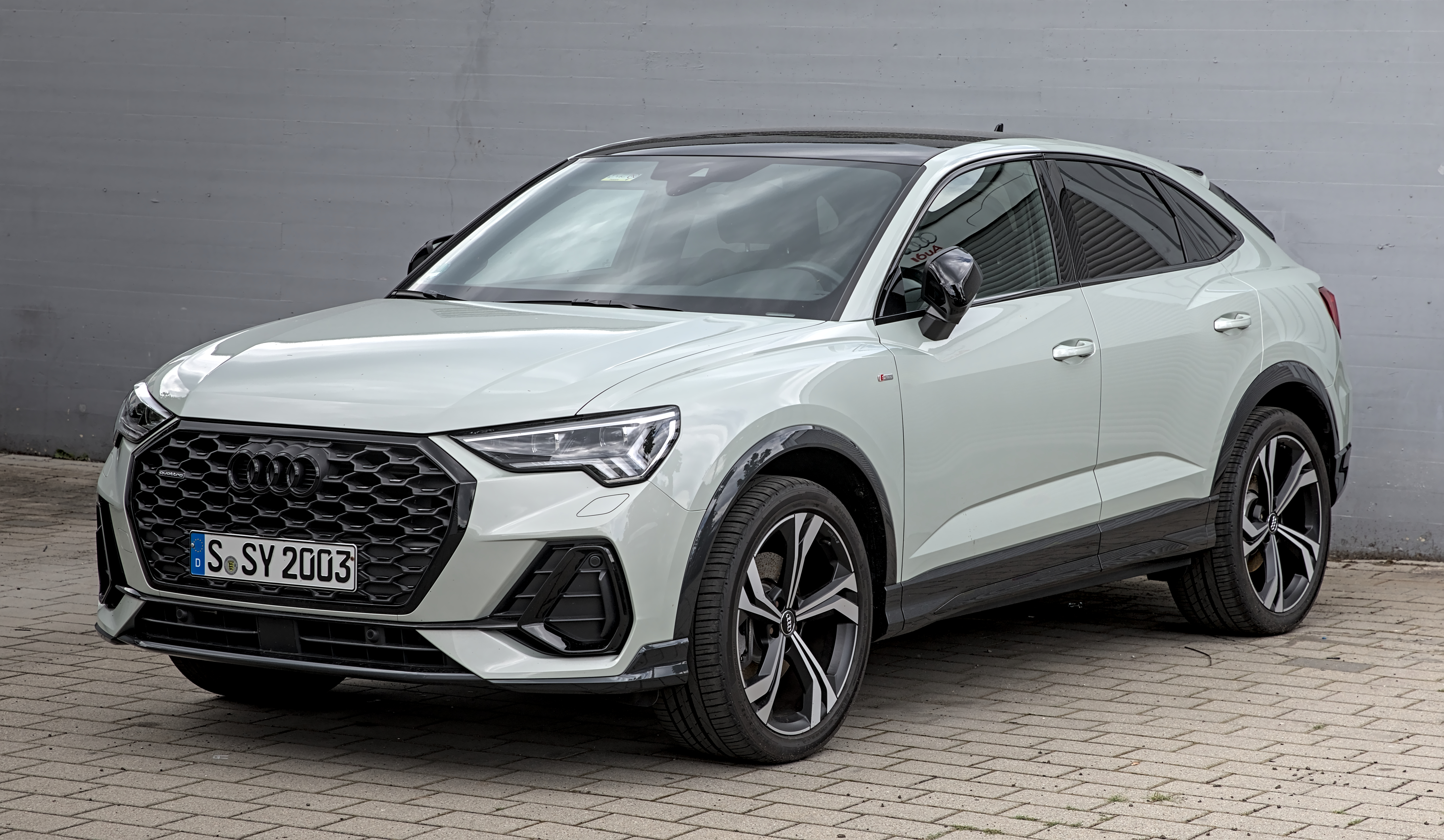
Audi Q3 Sportback F3
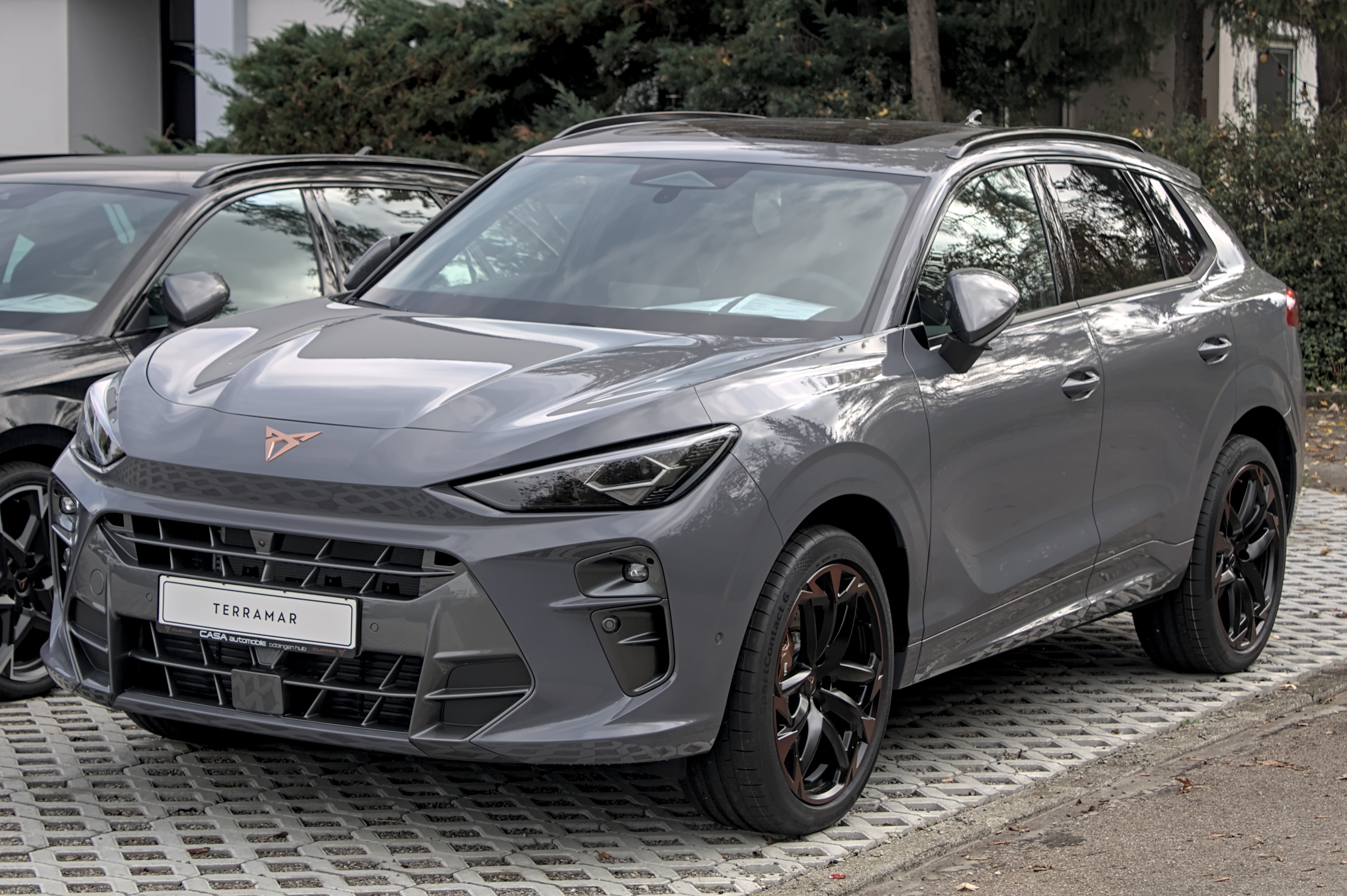
Cupra Terramar

## Produktions- und Mitarbeiterzahlen
Auflistung der Zahlen seit vollständigem Automobilwerk im Jahr 2013.
| Jahr | Automobile | Motoren   | Mitarbeiter |
| ---- | ---------- | --------- | ----------- |
| 2022 | 171.134    | 1.677.545 | 11.957      |
| 2021 | 171.015    | 1.620.767 | 11.983      |
| 2020 | 155.157    | 1.661.599 | 12.226      |
| 2019 | 164.817    | 1.969.731 | 12.807      |
| 2018 | 100.000    | 1.954.301 | 13.084      |
| 2017 | 105.491    | 1.965.165 | 12.307      |
| 2016 | 122.975    | 1.926.638 | 11.631      |
| 2015 | 160.206    | 2.022.520 | 11.411      |
| 2014 | 135.232    | 1.973.734 | 11.274      |
| 2013 | 42.851     | 1.925.636 | 10.337      |